# Jasmim-manga
Jasmim-manga (Plumeria rubra) é uma planta do gênero Plumeria. Também conhecida como Frangipani.

## Características
A jasmim-manga é uma árvore que pode atingir um porte entre quatro e oito metros. É muito usada como planta ornamental. Seus caules são grossos e lisos, de cor cinzenta ou bronzeada de formato escultural. Por essas características, é muito apreciada por paisagistas. Seus galhos têm um aspecto suculento e secretam um látex quando feridos.
As folhas têm cerca de 30 cm, são verde-escuras e nascem nas extremidades dos ramos e no inverno e na primavera elas caem. Suas flores formam grandes inflorescências terminais e têm coloração rosas ou vermelhas, havendo variantes brancas e amareladas. Plumeria rubra floresce durante o verão e o outono. As flores exalam um odor suave, semelhante ao das flores de jasmim, o que lhe atribui seu nome popular.

## Origem
É originária da América tropical: ocorre nativamente desde os estados mexicanos de Aguascalientes, Jalisco e Puebla até a Colômbia e Venezuela.
É também cultivada em várias outras regiões do mundo.

## Galeria
- Commons
- Wikispecies

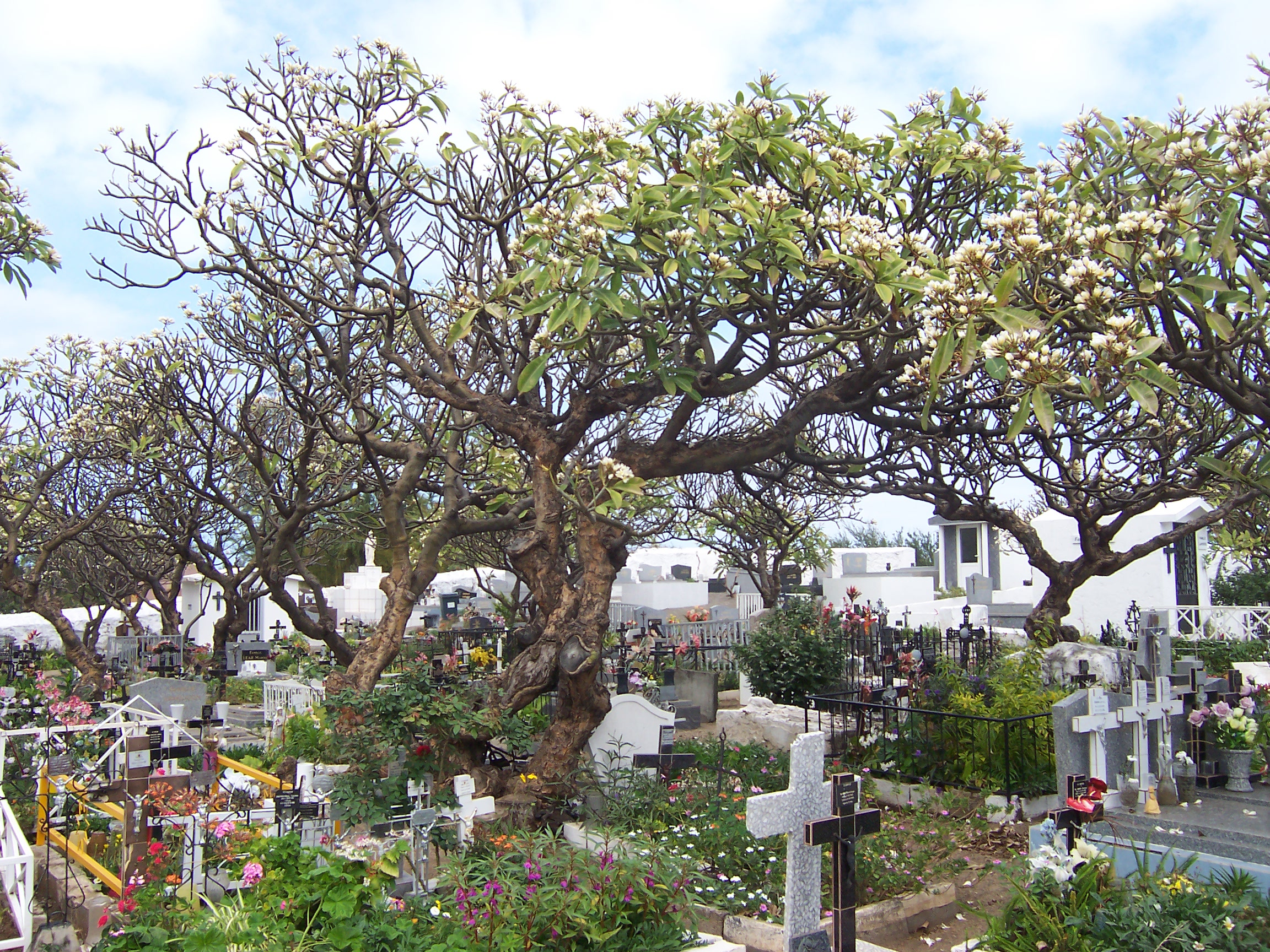
Uma árvore de Plumeria rubra em um cemitério em Reunião
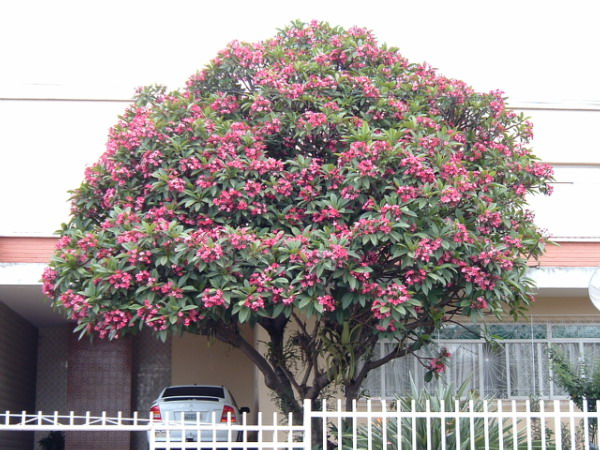
Um espécime em uma casa, em Lavras
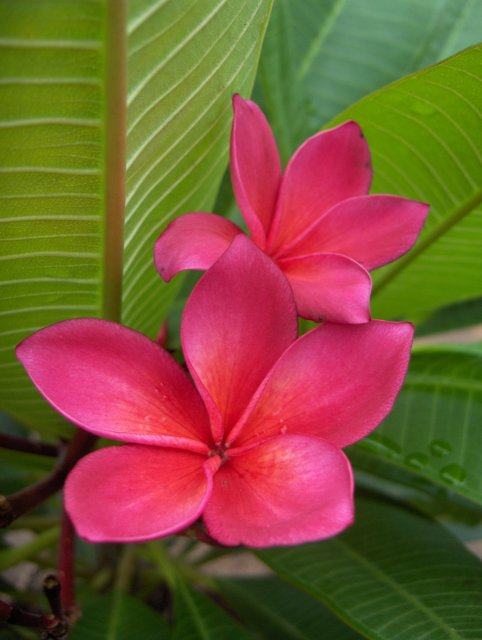
Flores mais avermelhadas
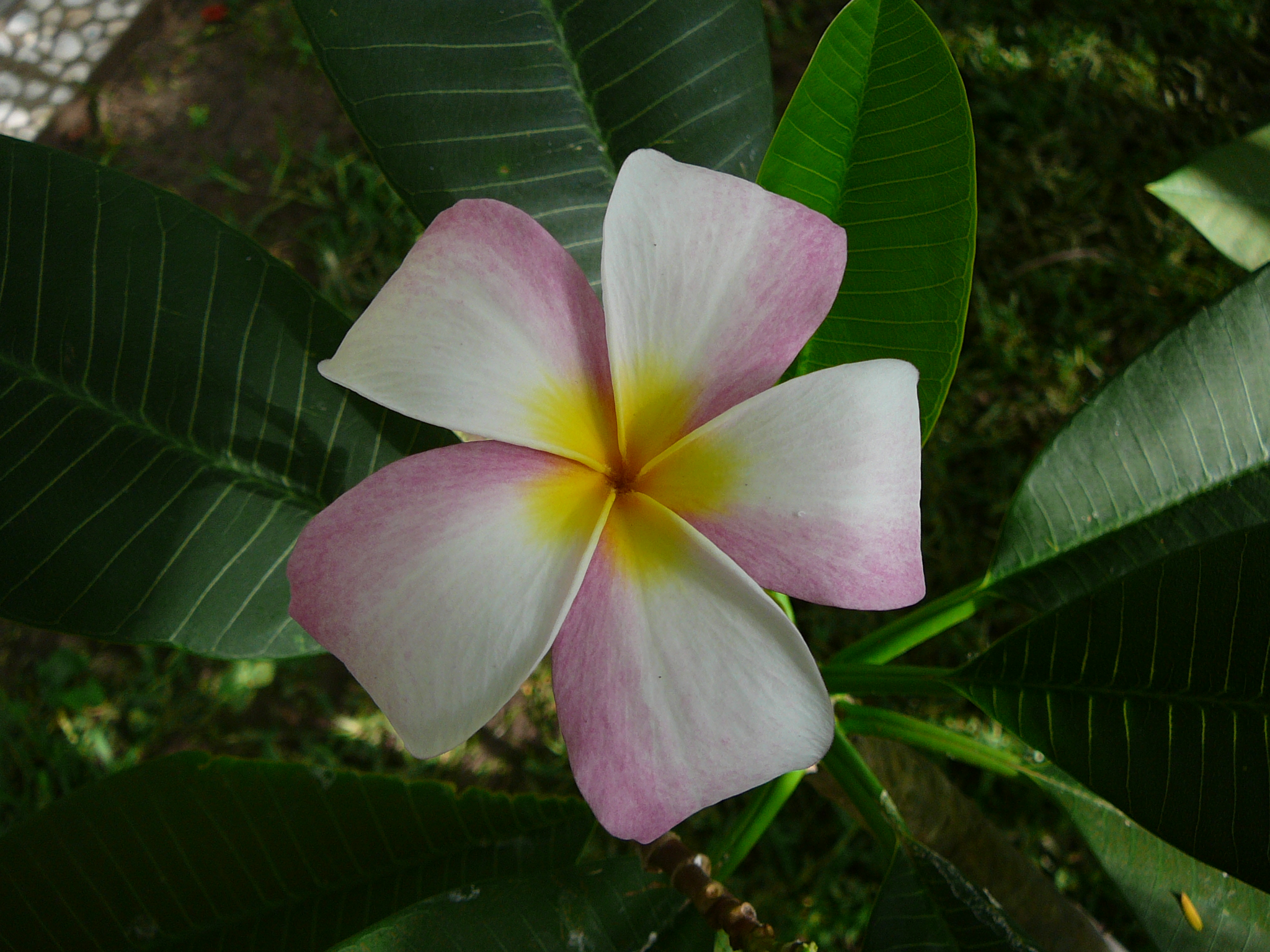
Flor rósea
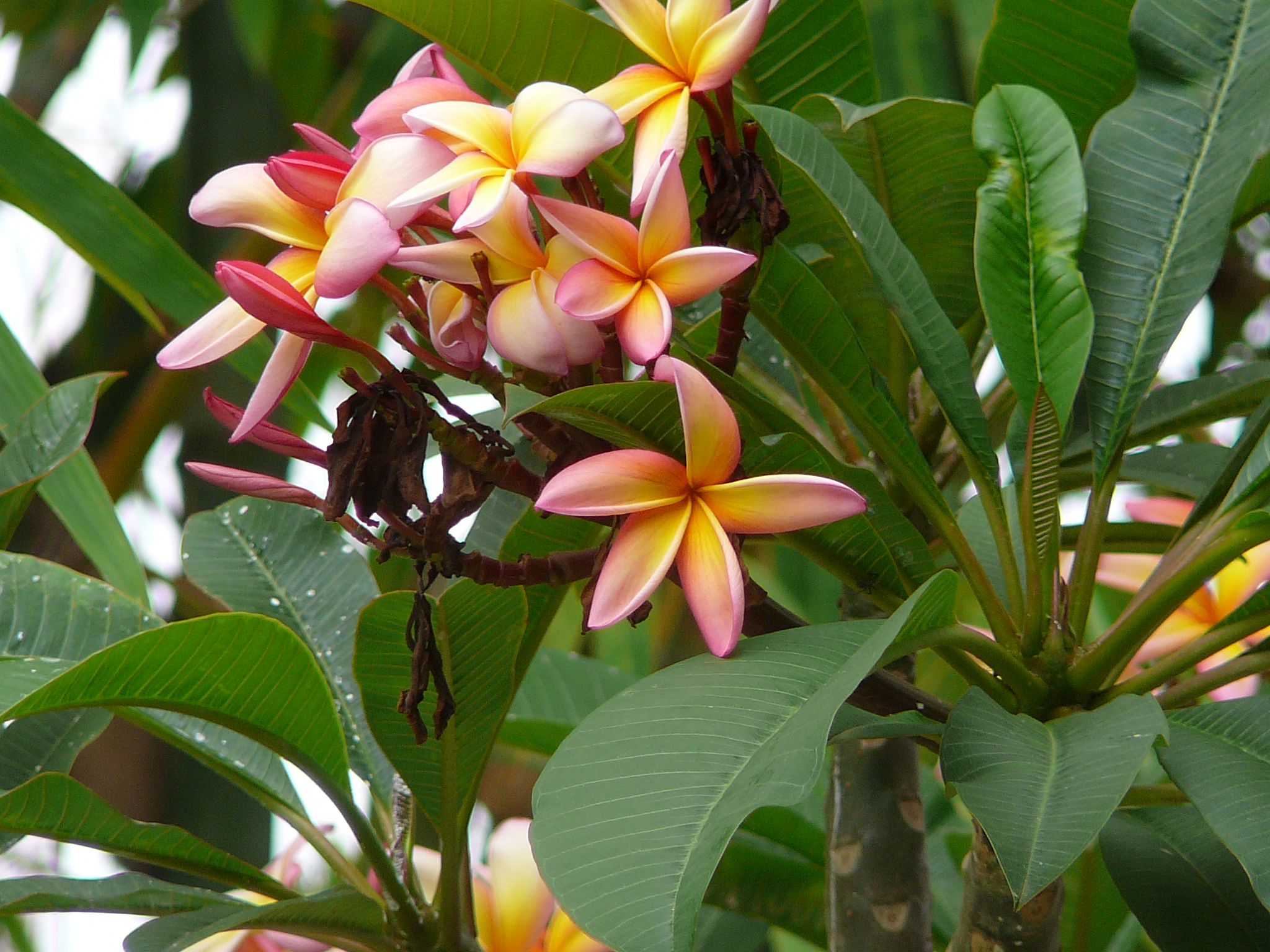
Cacho de flores rosadas e amareladas
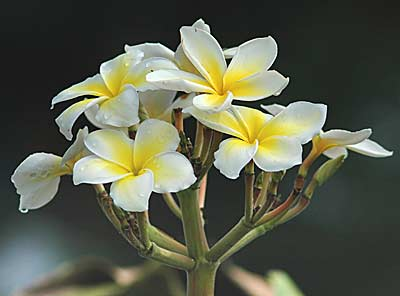
Uma inflorescência
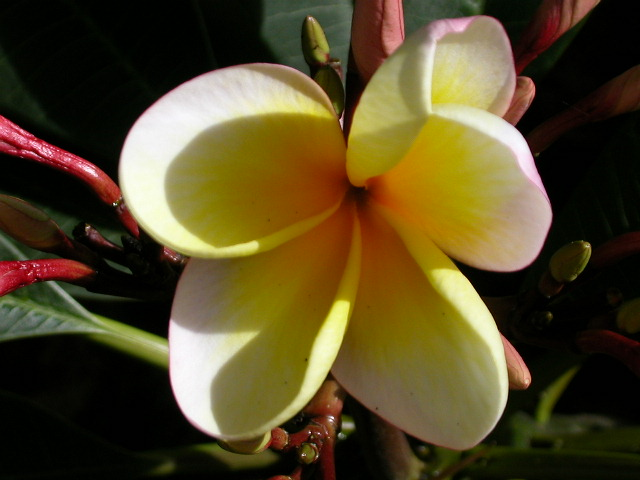
Mais uma flor
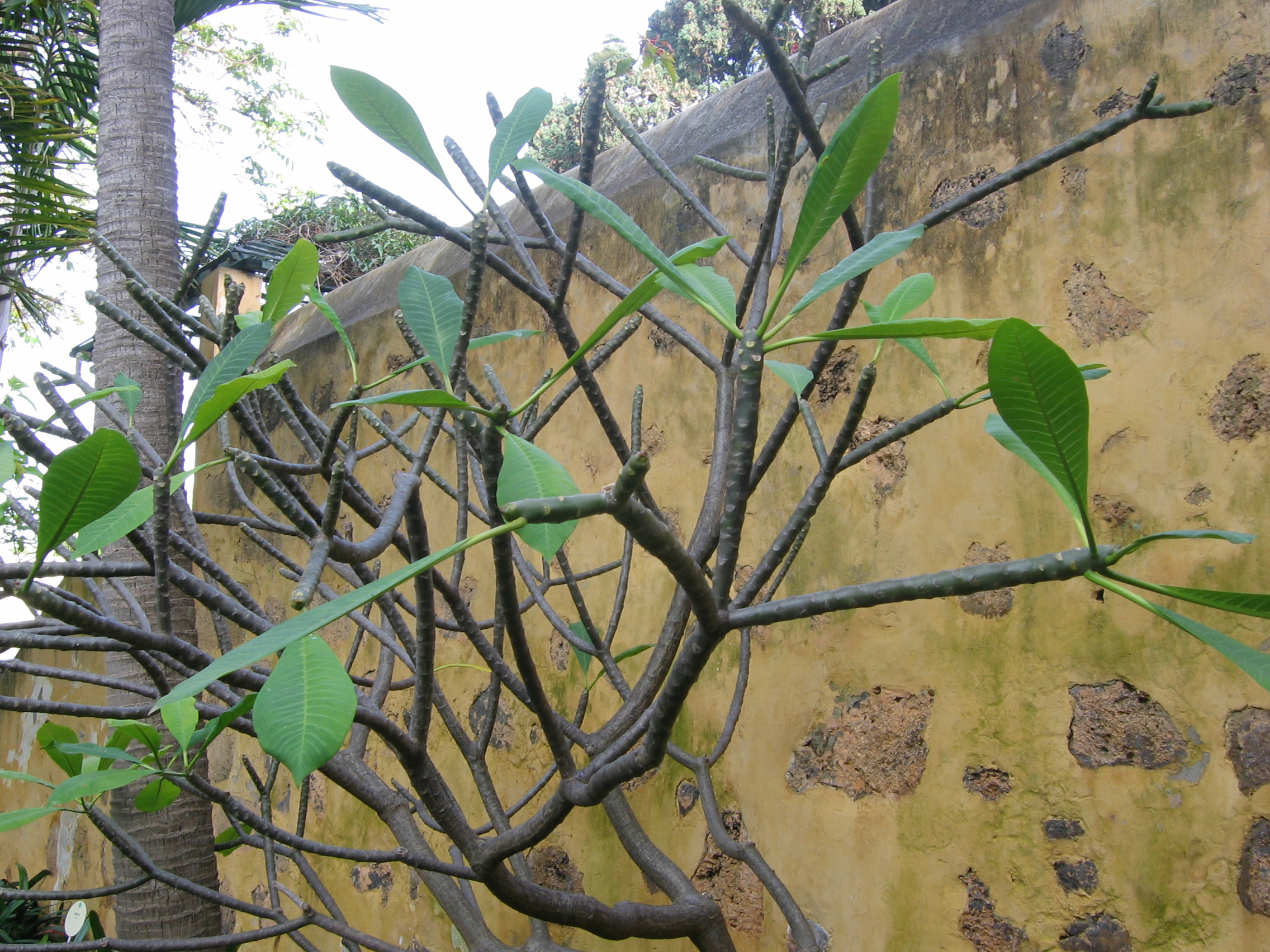
Espécime não florido, em Puerto de la Cruz